# Marc Martin-Siegfried
Marc Martin-Siegfried, né le 21 juin 1911 à Saint-Raphaël et mort le 6 mars 1990 à Paris, est un militaire et résistant français, Compagnon de la Libération. Officier de cavalerie expérimenté, il choisit de se rallier à la France libre au début de la Seconde Guerre mondiale et combat en Afrique du Nord avant de prendre part à la Libération de la France. Après la guerre, il exerce de nombreuses fonctions d'état-major et de commandement avant de prendre sa retraite avec le grade de général de brigade. 

## Biographie

### Jeunesse et engagement
Marc Martin-Siegfried naît le 21 juin 1911 à Saint-Raphaël, dans le Var, d'un père officier de la marine nationale. Suivant les traces de son père mais dans l'armée de terre, il entre à l'école spéciale militaire de Saint-Cyr en 1932 dans la promotion de Bournazel. Sorti en 1934, il est affecté au 2e régiment de chasseurs à cheval puis, volontaire pour servir au Levant français, il est muté au 1er régiment de spahis marocains à Alep. Chef d'un escadron de partisans au nord de la Syrie, il passe ensuite sous les ordres du commandant Philibert Collet et commande un escadron tcherkesses près de Damas.

### Seconde Guerre mondiale
En mai 1941, lorsque le commandant Collet choisit de se rallier à la France libre, Marc Martin-Siegfried le suit et s'engage dans les forces françaises libres. Après avoir participé à la campagne de Syrie, il reste en poste dans la région de Damas puis parvient à convaincre Philibert Collet, devenu général, de la laisser partir dans une unité combattante. Il est ainsi muté au 1er régiment de marche de spahis marocains (1er RMSM) en Libye en janvier 1943 et, en tant qu'adjoint du chef de corps Jean Rémy, participe à la guerre du Désert. Il prend ensuite part à la campagne de Tunisie puis, à l'issue de celle-ci, est envoyé au repos au Maroc où avec son régiment il intègre la 2e division blindée (2e DB) alors en formation.
Promu chef d'escadron, Marc Martin-Siegfried débarque sur Utah Beach avec la 2e DB en août 1944. Commandant un escadron du 1er RMSM, il combat lors de la bataille de Normandie puis, sous les ordres de François Morel-Deville, avance vers la capitale française et teste les défenses allemandes avant de participer à la Libération de Paris. Suivant l'avancée de la 2e DB, il se retrouve ensuite engagé dans la campagne de Lorraine. Le 19 novembre 1944, il est gravement blessé par un éclat d'obus à Badonviller et doit passer plusieurs mois d'hospitalisation et de convalescence. Une fois rétabli, il rejoint le 1er RSMS sur les côtes de l'Atlantique et participe à la réduction de la poche de La Rochelle. Il retrouve ensuite le reste de la 2e DB en Allemagne où il termine la guerre.

### Après-Guerre
Après avoir suivi les cours de l'école d'état-major, il est envoyé en Indochine où il commande le 4e bureau (ravitaillement et transport) à Saigon. Il retourne en métropole en 1947 et travaille à l'état-major de l'armée de terre à Paris jusqu'en 1950 puis part pour l'Autriche où il est officier de liaison avec l'armée américaine à Salzbourg. En 1954, il prend le commandement du 4e régiment de spahis marocains à Alger puis retourne à Paris en 1956 pour travailler au Grand Quartier général des puissances alliées en Europe. Chef de corps du 2e régiment de chasseurs d'Afrique de 1960 à 1962, il est muté en Allemagne et devient adjoint du commandant de la 13e brigade motorisée à Constance puis commandant de la 1re brigade blindée à Saarburg. En 1965, il est promu général de brigade et travaille pour l'OTAN avant d'être nommé adjoint du commandant de la 8e division d'infanterie à Compiègne en 1967. 
Marc Martin-Siegfried meurt le 6 mars 1990 à Paris.

## Décorations
|  |  |  |  |  |  |
|  |  |  |  |  |  |
|  |  |  |  |  |  |
|  |  |  |  |  |  |

| Commandeur de la Légion d'honneur | Commandeur de la Légion d'honneur | Commandeur de la Légion d'honneur | Compagnon de la Libération Par décret du 24 mars 1945                | Compagnon de la Libération Par décret du 24 mars 1945                | Compagnon de la Libération Par décret du 24 mars 1945                | Croix de guerre 1939-1945                                | Croix de guerre 1939-1945                                | Croix de guerre 1939-1945                                |                                       |                                       |                                       |
| Croix de la Valeur militaire      | Croix de la Valeur militaire      | Croix de la Valeur militaire      | Médaille des blessés de guerre                                       | Médaille des blessés de guerre                                       | Médaille des blessés de guerre                                       | Médaille de la Résistance française                      | Médaille de la Résistance française                      | Médaille de la Résistance française                      |                                       |                                       |                                       |
| Médaille coloniale                | Médaille coloniale                | Médaille coloniale                | Médaille commémorative des services volontaires dans la France libre | Médaille commémorative des services volontaires dans la France libre | Médaille commémorative des services volontaires dans la France libre | Médaille d'honneur pour acte de courage et de dévouement | Médaille d'honneur pour acte de courage et de dévouement | Médaille d'honneur pour acte de courage et de dévouement |                                       |                                       |                                       |
| Ordre du Mérite (Syrie)           | Ordre du Mérite (Syrie)           | Ordre du Mérite (Syrie)           | Ordre du Mérite (Syrie)                                              | Ordre du Mérite (Syrie)                                              | Ordre du Mérite (Syrie)                                              | Chevalier de l'Ordre royal (Cambodge)                    | Chevalier de l'Ordre royal (Cambodge)                    | Chevalier de l'Ordre royal (Cambodge)                    | Chevalier de l'Ordre royal (Cambodge) | Chevalier de l'Ordre royal (Cambodge) | Chevalier de l'Ordre royal (Cambodge) |